# Canal de São Roque

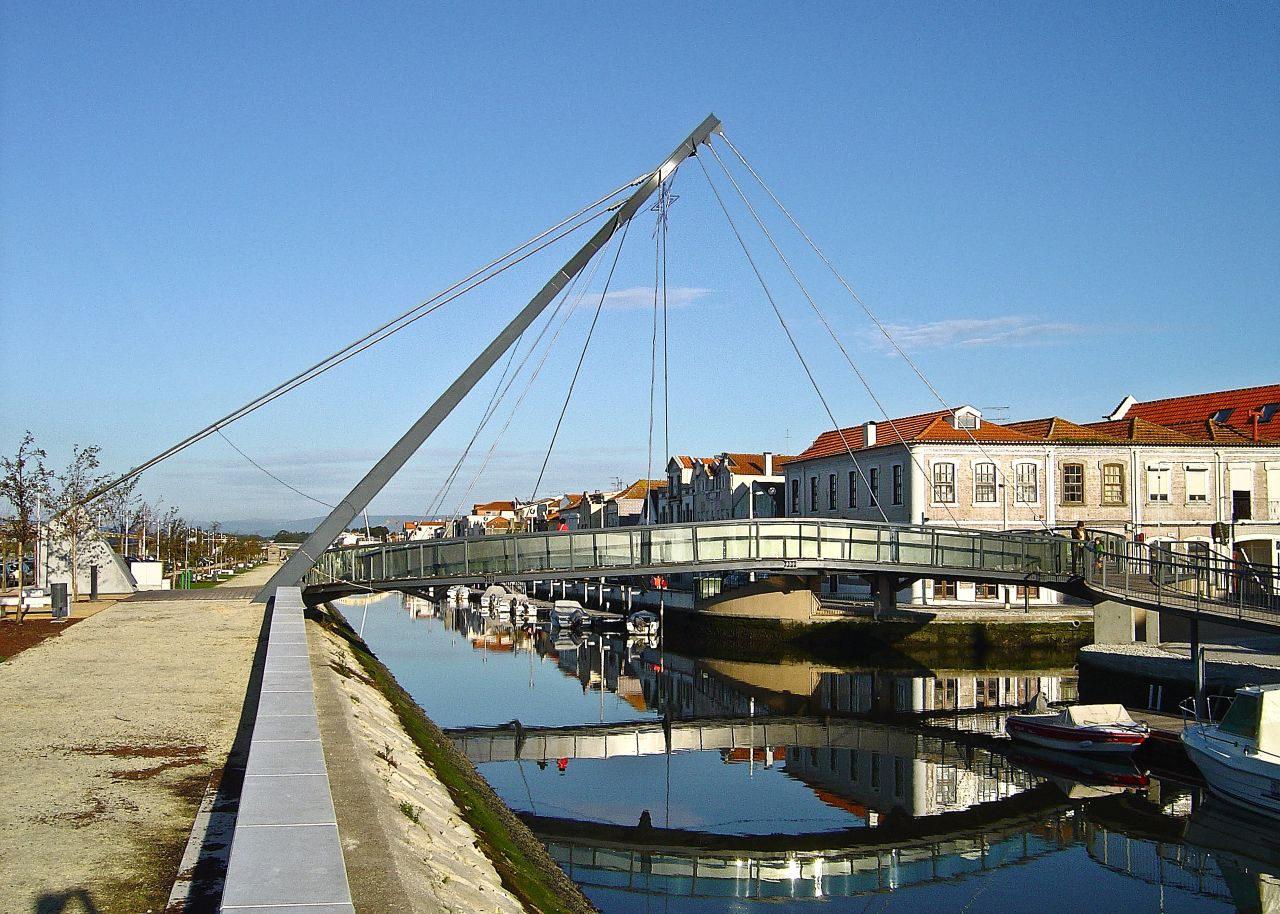
Ponte do Laço, no entroncamento entre os canais de São Roque e dos Botirões.

O Canal de São Roque é um canal que existe no limite norte da cidade de Aveiro, Portugal, desde o Canal das Pirâmides até ao limite nordeste da freguesia de Glória e Vera Cruz.
Este canal constitui um obstáculo natural entre a cidade e Ria de Aveiro imediatamente a norte desta, localizado paralelamente à A25. Tem ligação com a Ria, através do Canal das Pirâmides e vários esteiros no seu percurso. Tem também ligação com o Canal dos Botirões. Ao longo da sua margem sul, existiam vários armazéns de sal, muitos deles atualmente convertidos em edifícios de restauração, comércio e habitação. A margem norte também foi recentemente requalificada, surgindo neste percurso o Parque dos Remadores Olímpicos
Com um percurso completamente retilíneo, possuiu quatro pontes que permitem a sua transposição:
- Ponte de São João, rodoviária/pedonal, na entrada do canal, no entroncamento com o Canal das Pirâmides;
- Ponte do Laço, pedonal, no entroncamento entre este canal e o Canal dos Botirões. Constitui uma ligação direta com a Praça do Peixe;
- Ponte de Carcavelos, pedonal, a mais antiga travessia deste canal, construída em 1953, em substituição da anterior, que ruiu em 19 de setembro de 1942;[2]
- Ponte rodoviária/pedonal próxima ao largo de N. Sra. das Febres.

O Canal de São Roque é um dos principais locais turísticos da cidade, circulando nele vários passeios de moliceiro.
Devido à proximidade deste canal às industrias de sal e pesca que existiam na Ria de Aveiro, no início do séc. XX, existiu um ramal ferroviário na sua extremidade nordeste, que ligava o canal à Linha do Norte. Denominada Ramal do Canal de São Roque, esta ligação foi inaugurada em 19 de setembro de 1913, e funcionou até à década de 60, não restando atualmente quaisquer vestígios da sua existência.